# WPLJ
WPLJ (95.5 FM) és una estació emissora de ràdio de Nova York propietat actualment de la divisió de radiodifusió de Cumulus Media. WPLJ comparteix instal·lacions amb estacions de ràdio WABC (770 AM), WNSH (94.7 FM) i WNBM (103.9 FM) a l'interior de 2 Penn Plaza (a sobre de l'estació de Pennsilvània) al centre de Manhattan, i el seu emissor està situat a dalt de l'Empire State Building. L'estació transmet un format de programació de música anomenat Hot Adult Contemporary, i és la seu del programa matinal Todd & Jayde. També és l'estació principal del programa "Ralphie Tonight".
L'estació va aparèixer a l'aire el 4 de maig de 1948 sota el codi identificador WJZ-FM i al març de 1953, el nom de l'estació es van canviar a WABC-FM després de la fusió de la American Broadcasting Company amb United Paramount Theaters.
El 14 de febrer de 1971, les lletres identificadores de l'emissora es van canviar a WPLJ, després que Allen Shaw s'adonés que la combinació de lletres coincidia amb el nom d'una cançó de Mothers of Invention de 1970. La cançó, "W-P-L-J", va ser originalment representada pel grup Four Deuces en 1955 i tenia les inicials de "White Port and Lemon Juice".
En 2019 i cinc altres emissores de Cumulus Media es van vendre a Educational Media Foundation, que va canviar el contingut per emetre el seu servei primari, K-Love.

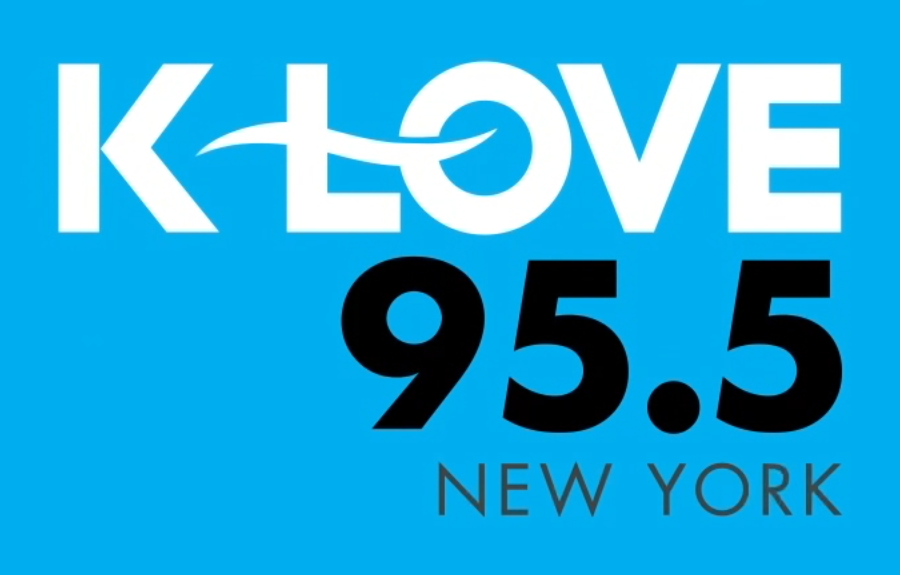
Logotip de l'emissora (any 2022)